# Skedet
Skedet is een plaats in de gemeente Vadstena in het landschap Östergötland en de provincie Östergötlands län in Zweden. De plaats heeft 101 inwoners (2005) en een oppervlakte van 59 hectare.